# Snowboarding na Zimowych Igrzyskach Olimpijskich 2014 – halfpipe kobiet
Halfpipe kobiet – jedna z konkurencji rozgrywanych w ramach snowboardingu na Zimowych Igrzyskach Olimpijskich 2014. Zawodniczki o medale olimpijskie rywalizować będą 12 lutego w Ekstrim-park Roza Chutor położonym w Krasnej Polanie. Tytułu mistrzyni olimpijskiej z Vancouver będzie broniła Australijka Torah Bright.

## Terminarz
| Data      | Konkurencja  | Godzina rozpoczęcia | Godzina rozpoczęcia |
| Data      | Konkurencja  | Czas CET            | Czas lokalny        |
| --------- | ------------ | ------------------- | ------------------- |
| 11 lutego | Kwalifikacje | 11:00               | 14:00               |
| 11 lutego | Półfinał     | 16:00               | 19:00               |
| 11 lutego | Finał        | 18:30               | 21:30               |

## Tło
| Data                                                                      | Miejscowość                                                               | Zwycięzca                                                                 | Drugi                                                                     | Trzeci                                                                    | Źródło                                                                    |
| Wyniki halfpipe'u podczas zawodów Pucharu Świata w snowboardzie 2013/2014 | Wyniki halfpipe'u podczas zawodów Pucharu Świata w snowboardzie 2013/2014 | Wyniki halfpipe'u podczas zawodów Pucharu Świata w snowboardzie 2013/2014 | Wyniki halfpipe'u podczas zawodów Pucharu Świata w snowboardzie 2013/2014 | Wyniki halfpipe'u podczas zawodów Pucharu Świata w snowboardzie 2013/2014 | Wyniki halfpipe'u podczas zawodów Pucharu Świata w snowboardzie 2013/2014 |
| ------------------------------------------------------------------------- | ------------------------------------------------------------------------- | ------------------------------------------------------------------------- | ------------------------------------------------------------------------- | ------------------------------------------------------------------------- | ------------------------------------------------------------------------- |
| 24 sierpnia                                                               | Cardrona                                                                  | Kelly Clark                                                               | Cai Xuetong                                                               | Gretchen Bleiler                                                          | [ 1 ]                                                                     |
| 13 grudnia                                                                | Ruka                                                                      | Li Shuang                                                                 | Rebecca Sinclair                                                          | Clemence Grimal                                                           | [ 2 ]                                                                     |
| 21 grudnia                                                                | Copper Mountain                                                           | Kelly Clark                                                               | Arielle Gold                                                              | Gretchen Bleiler                                                          | [ 3 ]                                                                     |
| 18 stycznia                                                               | Stoneham                                                                  | Rana Okada                                                                | Yuki Furihata                                                             | Hikaru Ōe                                                                 | [ 4 ]                                                                     |
| Wyniki halfpipe'u na Zimowych Igrzyskach Olimpijskich 2010                |                                                                           |                                                                           |                                                                           |                                                                           |                                                                           |
| 18 lutego                                                                 | Vancouver                                                                 | Torah Bright                                                              | Hannah Teter                                                              | Kelly Clark                                                               | [ 5 ]                                                                     |
| Wyniki halfpipe'u na mistrzostwach świata 2011                            |                                                                           |                                                                           |                                                                           |                                                                           |                                                                           |
| 20 stycznia                                                               | La Molina                                                                 | Holly Crawford                                                            | Ursina Haller                                                             | Liu Jiayu                                                                 | [ 6 ]                                                                     |
| Wyniki halfpipe'u na mistrzostwach świata 2013                            |                                                                           |                                                                           |                                                                           |                                                                           |                                                                           |
| 20 stycznia                                                               | Stoneham                                                                  | Arielle Gold                                                              | Holly Crawford                                                            | Sophie Rodriguez                                                          | [ 7 ]                                                                     |

## Wyniki

### Kwalifikacje
| Pozycja | Grupa | Nr | Zawodniczka         | Reprezentacja            | Zjazdy | Zjazdy | Najlepszy | Uwagi |
| Pozycja | Grupa | Nr | Zawodniczka         | Reprezentacja            | 1      | 2      | Najlepszy | Uwagi |
| ------- | ----- | -- | ------------------- | ------------------------ | ------ | ------ | --------- | ----- |
| 1.      | 1     | 2  | Kelly Clark         | Stany Zjednoczone        | 92,25  | 95,00  | 95,00     | QF    |
| 2.      | 1     | 7  | Queralt Castellet   | Hiszpania                | 93,25  | 52,00  | 93,25     | QF    |
| 3.      | 1     | 1  | Sophie Rodriguez    | Francja                  | 78,50  | 25,50  | 78,50     | QF    |
| 4.      | 1     | 4  | Li Shuang           | Chińska Republika Ludowa | 77,75  | 54,00  | 77,75     | QS    |
| 5.      | 1     | 3  | Ursina Haller       | Chińska Republika Ludowa | 69,00  | 74,75  | 74,75     | QS    |
| 6.      | 1     | 6  | Sun Zhifeng         | Chińska Republika Ludowa | 70,00  | 45,75  | 70,00     | QS    |
| 7.      | 1     | 12 | Alexandra Duckworth | Kanada                   | 42,25  | 69,75  | 69,75     | QS    |
| 8.      | 1     | 9  | Šárka Pančochová    | Czechy                   | 42,75  | 66,25  | 66,25     | QS    |
| 9.      | 1     | 10 | Stephanie Magiros   | Australia                | 27,25  | 57,25  | 57,25     | QS    |
| 10.     | 1     | 11 | Hannah Trigger      | Australia                | 51,25  | 33,00  | 51,25     |       |
| 11.     | 1     | 8  | Rebecca Sinclair    | Nowa Zelandia            | 32,25  | 48,25  | 48,25     |       |
| 12.     | 1     | 13 | Nadja Purtschert    | Szwajcaria               | 47,50  | 20,75  | 47,50     |       |
| 13.     | 1     | 14 | Morena Makar        | Chorwacja                | 44,75  | 22,75  | 44,75     |       |
| 14.     | 1     | 5  | Holly Crawford      | Australia                | 43,00  | 33,75  | 43,00     |       |
| 1.      | 2     | 28 | Torah Bright        | Australia                | 93,00  | 28,75  | 93,00     | QF    |
| 2.      | 2     | 27 | Hannah Teter        | Stany Zjednoczone        | 90,25  | 92,00  | 92,00     | QF    |
| 3.      | 2     | 20 | Cai Xuetong         | Chińska Republika Ludowa | 74,25  | 88,00  | 88,00     | QF    |
| 4.      | 2     | 21 | Kaitlyn Farrington  | Stany Zjednoczone        | 87,00  | 34,50  | 87,00     | QS    |
| 5.      | 2     | 22 | Liu Jiayu           | Chińska Republika Ludowa | 81,50  | 83,50  | 83,50     | QS    |
| 6.      | 2     | 18 | Mirabelle Thovex    | Francja                  | 71,75  | 69,75  | 71,75     | QS    |
| 7.      | 2     | 17 | Rana Okada          | Japonia                  | 66,00  | 69,75  | 69,75     | QS    |
| 8.      | 2     | 19 | Clemence Grimal     | Francja                  | 16,00  | 66,50  | 66,50     | QS    |
| 9.      | 2     | 24 | Katie Tsuyuki       | Kanada                   | 45,75  | 54,25  | 54,25     | QS    |
| 10.     | 2     | 16 | Ella Suitiala       | Finlandia                | 31,75  | 51,50  | 51,50     |       |
| 11.     | 2     | 23 | Joanna Zając        | Polska                   | 47,75  | 39,75  | 47,75     |       |
| 12.     | 2     | 26 | Mercedes Nicoll     | Kanada                   | 43,50  | 26,50  | 43,50     |       |
| 13.     | 2     | 25 | Verena Rohrer       | Szwajcaria               | 34,50  | 31,50  | 34,50     |       |
| -       | 2     | 15 | Arielle Gold        | Stany Zjednoczone        | DNS    | DNS    | DNS       |       |

### Półfinał
| Pozycja | Nr | Zawodniczka         | Reprezentacja            | Zjazdy | Zjazdy | Najlepszy | Uwagi |
| Pozycja | Nr | Zawodniczka         | Reprezentacja            | 1      | 2      | Najlepszy | Uwagi |
| ------- | -- | ------------------- | ------------------------ | ------ | ------ | --------- | ----- |
| 1.      | 21 | Kaitlyn Farrington  | Stany Zjednoczone        | 87,50  | 53,25  | 87,50     | QF    |
| 2.      | 22 | Liu Jiayu           | Chińska Republika Ludowa | 81,25  | 29,00  | 81,25     | QF    |
| 3.      | 4  | Li Shuang           | Chińska Republika Ludowa | 80,00  | 56,75  | 80,00     | QF    |
| 4.      | 3  | Ursina Haller       | Chińska Republika Ludowa | 74,50  | 43,00  | 74,50     | QF    |
| 5.      | 18 | Mirabelle Thovex    | Francja                  | 70,75  | 39,75  | 70,75     | QF    |
| 6.      | 17 | Rana Okada          | Japonia                  | 58,50  | 70,00  | 70,00     | QF    |
| 7.      | 24 | Katie Tsuyuki       | Kanada                   | 55,50  | 56,25  | 56,25     |       |
| 8.      | 19 | Clemence Grimal     | Francja                  | 14,00  | 38,25  | 38,25     |       |
| 9.      | 6  | Sun Zhifeng         | Chińska Republika Ludowa | 35,75  | 35,75  | 35,75     |       |
| 10.     | 9  | Šárka Pančochová    | Czechy                   | 34,00  | 31,50  | 34,00     |       |
| 11.     | 12 | Alexandra Duckworth | Kanada                   | 32,50  | 25,75  | 32,50     |       |
| 12.     | 10 | Stephanie Magiros   | Australia                | 26,50  | 20,50  | 26,50     |       |

### Finał
| Pozycja | Nr | Zawodniczka        | Reprezentacja            | Zjazdy | Zjazdy | Najlepszy |
| Pozycja | Nr | Zawodniczka        | Reprezentacja            | 1      | 2      | Najlepszy |
| ------- | -- | ------------------ | ------------------------ | ------ | ------ | --------- |
| 01 !    | 21 | Kaitlyn Farrington | Stany Zjednoczone        | 85,75  | 91,75  | 91,75     |
| 02 !    | 28 | Torah Bright       | Australia                | 58,25  | 91,50  | 91,50     |
| 03 !    | 2  | Kelly Clark        | Stany Zjednoczone        | 48,25  | 90,75  | 90,75     |
| 4.      | 27 | Hannah Teter       | Stany Zjednoczone        | 90,50  | 26,75  | 90,50     |
| 5.      | 17 | Rana Okada         | Japonia                  | 47,45  | 85,50  | 85,50     |
| 6.      | 20 | Cai Xuetong        | Chińska Republika Ludowa | 84,25  | 25,00  | 84,25     |
| 7.      | 1  | Sophie Rodriguez   | Francja                  | 77,75  | 79,50  | 79,50     |
| 8.      | 4  | Li Shuang          | Chińska Republika Ludowa | 73,25  | 23,75  | 73,25     |
| 9.      | 22 | Liu Jiayu          | Chińska Republika Ludowa | 15,75  | 68,25  | 68,25     |
| 10.     | 18 | Mirabelle Thovex   | Francja                  | 67,00  | 34,75  | 67,00     |
| 11.     | 7  | Queralt Castellet  | Hiszpania                | 61,75  | 55,25  | 61,75     |
| 12.     | 3  | Ursina Haller      | Chińska Republika Ludowa | 48,75  | 26,75  | 48,75     |